# Angus McLaren
Angus McLaren (Wonthaggi, Victoria; 3 de noviembre de 1988) es un actor australiano, conocido principalmente por haber interpretado a Lewis McCartney en la serie juvenil H2O: Just Add Water y a Nathan Rafter en Packed to the Rafters.

## Biografía
Es hijo de Peter y su hermano mayor se llama Aiden. Creció en una granja cerca de Wonthaggi, al este de Melbourne.  
Tuvo un romance con Claire Holt poco tiempo después de acabar la serie H2O y también salió con la actriz Indiana Evans entre 2010 y 2011. 
Aparte de actuar, le gusta el críquet, la natación, el fútbol, cantar y tocar la guitarra y la batería.

## Carrera
Tiene una banda integrada por Jamie Timony, su coprotagonista en H2O: Just Add Water, el director de la serie Jeffret Walker y Will Sheperd.
Ha participado en series como Neighbours, Something in the Air, Blue Heelers, Blue Water High y All Saints.
En 2006 se unió al elenco de H2O: Just Add Water, en donde interpreta a Lewis McCartney. Lewis McCartney es el amigo de Cleo Sertori, Emma Gilbert y Rikki Chadwick. Cuando se convierten en sirenas las ayuda a salir de los problemas a los que se enfrentan. Siempre está intentando encontrar el origen de las transformaciones de las chicas, y con el transcurso de la serie, él y Cleo se hacen novios, aunque luego terminan. En la segunda temporada, Lewis empieza a salir con Charlotte Watsford, otra sirena, pero cuando se entera de que intenta lastimar a Cleo y sus amigas, rompe con ella y al final regresa con Cleo Sertori. Durante la tercera temporada, Lewis aparece solo ocasionalmente debido a que Angus se encontraba grabando la serie Packed to the Rafters. 
En 2008 se unió al reparto de la serie australiana Packed to the Rafters como Nathan Rafter, hasta el final de la serie, el 2 de julio de 2013.
En abril de 2018 se unió como personaje recurrente en la popular serie australiana Home and Away, donde interpreta a Lance Salisbury, un oficial de policía y amigo de Beckett "Robbo" Reid (Jake Ryan).

## Filmografía

### Series de televisión
| Año       | Título                 | Personaje                         | Notas                                |
| --------- | ---------------------- | --------------------------------- | ------------------------------------ |
| 2000-2002 | Something in the Air   | Jason Cassidy                     | 7 episodios                          |
| 2002      | Shuang Tong            | Víctima de asesinato en St. Louis | Película de TV                       |
| 2002      | Worst Best Friends     | Eddie                             | Episodio: "Eddie's Undies"           |
| 2002-2003 | Neighbours             | Michael Toohey/Jamie Clarke       | 6 episodios                          |
| 2003      | The Saddle Club        | Danny                             | 3 episodios                          |
| 2003      | CrashBurn              | Ben a los 16 años                 | Episodio: "Truly, Madly, Ordinarily" |
| 2004      | Fergus McPhail         | Bock                              | Episodio: "Buddies"                  |
| 2004      | Silversun              | Degenhardt Bell                   | 26 episodios                         |
| 2005      | Last Man Standing      | Brendan Delaney                   | Episodio: 1x18                       |
| 2003-2005 | Blue Heelers           | Max Harrison / Brendan Delaney    | 2 episodios                          |
| 2006      | Court of Lonely Royals | Desconocido                       | Película                             |
| 2006-2010 | H2O: Just Add Water    | Lewis McCartney                   | 65 episodios                         |
| 2008      | All Saints             | Angus Wilson                      | Episodio: "That Window in Time"      |
| 2008-2013 | Packed to the Rafters  | Nathan Rafter                     | 102 episodios                        |
| 2017      | Doctor Doctor          | Dr. Toke                          |                                      |
| 2018-2019 | Home and Away          | Lance Salisbury                   | 8 episodios                          |
| 2019      | Bloom                  | Young Frank                       |                                      |
| 2020      | Operation Buffalo      | Dalgleish                         |                                      |
| 2021      | Back to the Rafters    | Nathan Rafter                     |                                      |

### Cine
| Año  | Título                 | Personaje      | Notas        |
| ---- | ---------------------- | -------------- | ------------ |
| 2006 | Court of Lonely Royals |                |              |
| 2009 | Sunset Over Water      | Andrew         | Cortometraje |
| 2012 | Quietus                | Sam            | Cortometraje |
| 2016 | Quartermaine           | William Graham | Cortometraje |
| 2018 | The Merger             | Carpet Burn    |              |
| 2018 | Hotel Mumbai           | Eddie          |              |
| 2018 | The Naked Wanderer     | Jake           |              |

### Teatro
| Año  | Título        | Personaje  | Notas                                               |
| ---- | ------------- | ---------- | --------------------------------------------------- |
| 2015 | Tender Napalm | The Man    | Academia de Australia Occidental de Artes Escénicas |
| 2015 | Marat/Sade    | Sade       | Academia de Australia Occidental de Artes Escénicas |
| 2016 | Coriolanus    | Coriolanus | Academia de Australia Occidental de Artes Escénicas |